# NGC 2794
NGC 2794 est une vaste galaxie spirale relativement éloignée et située dans la constellation du Cancer. NGC 2794 a été découverte par l'astronome prussien Heinrich d'Arrest en 1866.

## Caractéristiques
Sa vitesse par rapport au fond diffus cosmologique est de 9 113 ± 21 km/s, ce qui correspond à une distance de Hubble de 134,4 ± 9,4 Mpc (∼438 millions d'al).
Selon les références consultées, il est possible que cette galaxie soit une spirale barrée (SB ?). Mais, la présence d'une barre n'est pas visible sur l'image de l'étude SDSS.
NGC 2794 est une galaxie active. Selon la base de données Simbad, NGC 2804 est une galaxie LINER, c'est-à-dire une galaxie dont le noyau présente un spectre d'émission caractérisé par de larges raies d'atomes faiblement ionisés.